# Convalatoxina
La convalatoxina es un glucósido aislado de la especie botánica Convallaria majalis.

## Acción y usos
Es similar a digitalis, que se utiliza principalmente para la insuficiencia cardíaca aguda y crónica.